# USC Shoah Foundation Institute
De  USC Shoah Foundation – The Institute for Visual History and Education (1994) is een onderdeel van de University of Southern California, dat zich richt op het bewaren van de orale historie van overlevenden van de Shoah en andere genociden.

## USC Shoah Foundation
In 1994 werd de Survivors of the Shoah Visual History Foundation opgericht door de Amerikaanse filmregisseur Steven Spielberg. Het doel was verhalen van overlevenden van de Shoah en andere genociden vast te leggen en een digitaal toegankelijk verhalenarchief te maken voor volgende generaties. In 1997 waren wereldwijd bijna 52.000 verhalen vastgelegd in 63 landen en 41 talen. In Nederland zijn ruim duizend verhalen met overlevenden van de Shoah op video vastgelegd. 

#### De start in Nederland in 1995
Het Parool kwam  op 10 februari 1995 als eerste met het bericht "Spielberg wil video van alle getuigen holocaust". Op 12 februari 1995 besteedde het radioprogramma OVT van de VPRO aandacht aan de komst van het grootste oral history project ter wereld naar Nederland, in de wandeling het Spielberg-project genoemd. Na een korte uitleg over de opzet volgde een oproep aan overlevenden van de Shoah en aan interviewers zich te melden bij het Joods Historisch Museum. Deze oproep had een stroom aan reacties tot gevolg.
In mei 1995 kwam stafleden uit Los Angeles naar Amsterdam om een driedaagse training te geven aan honderd interviewers. In juni 1995 werd het eerste interview gehouden in Amsterdam. Het plan was om in Nederland duizend verhalen vast te leggen, naast verhalen van overlevenden van de Shoah ook die van anderen die om hun identiteit werden vervolgd in de jaren 1933-1945, zoals Roma, Sinti, Jehova's getuigen en homoseksuelen. Deelnemers aan het Nederlands verzet in de Tweede Wereldoorlog, met name kinderredders, werden eveneens uitgenodigd om hun verhaal op video vast te leggen.

#### De gang van zaken voor, tijdens en na het interview
Voordat het interview op band werd opgenomen, maakten overlevende en interviewer met elkaar kennis aan de hand van een uitgebreid vragenformulier, het Pre Interview Questionnaire. Hierin kwamen vragen aan bod over familieleden, woonplaatsen, school, beroep, religieuze affiniteit en werkzaam leven, in de oorlogsjaren en de periode na de oorlog. 
Tijdens het interview van gemiddeld twee uur vertelde de overlevende de eerste twintig tot dertig minuten over het leven voor de oorlog, ongeveer een uur over de belevenissen tijdens de oorlogsjaren en de overige tijd over het leven na de oorlog. Aan het eind was er gelegenheid voor het uitspreken van een boodschap voor nieuwe generaties en het laten zien van foto's van dierbare of bijzondere mensen en momenten. In veel gevallen werd het levensverhaal afgesloten met een gefilmd samenzijn met partner, kinderen en/of kleinkinderen.
Enkele dagen na het interview nam de interviewer contact op met de overlevende om na te praten over de filmdag. De videoband met de ongemonteerde getuigenis werd enkele maanden na het interview aan de overlevende toegestuurd. 

#### Het Nederlandse aandeel in het wereldwijde oral history archief
In Nederland hielden tachtig interviewers in twintig maanden tijd 1060 interviews met een gemiddelde duur van twee uur. Vijftien cameramensen hebben in totaal 2200 draaiuren gemaakt. De videobanden werden naar het hoofdkantoor van de Shoah Foundation in Los Angeles gestuurd waar zij direct werden gedigitaliseerd.

#### Het vervolg
In 2006 werd de Shoah Foundation opgenomen in de University of Southern California en werd de naam gewijzigd in USC Shoah Foundation – The Institute for Visual History and Education. In 2009 werden de Nederlandse verhalen samen met duizend elders opgenomen getuigenissen over Nederlandse ervaringen gedigitaliseerd en ontsloten door het Joods Historisch Museum. Deze collectie verhalen kreeg de naam Tweeduizend getuigen vertellen.